# Gotlands runinskrifter 94
G 94 är en vikingatida ( 1000-1150) runsten i bildstensform av sandsten i Mickelgårds, Närs socken och Gotlands kommun. Stenen upphittad på hösten 1911 vid plöjning i Kluckarhåigarden, Mickelgårds. 1913 skickades den av lektor M. Klintberg från Lau till Statens Historiska Museum (inventarienummer 15050).

## Inskriften
Translitterering av runraden:
sailafr : lit : kuml : yf-------
Normalisering till runsvenska:
Sælafʀ let kumbl(?) ...
Översättning till nusvenska:
Sailafr låt göra minnesvård över---
Namnet Sailafr är icke belagd på andra stenar.